# Dortmund
Dortmund (nemško: [ˈdɔʁtmʊnt] (); Westphalian Düörpm, nizkonemško Düörpm; latinsko Tremonia) je za Kölnom in Düsseldorfom tretje največje mesto v Severnem Porenju - Vestfaliji in osmo največje mesto v Nemčiji, saj je leta 2024 štelo 590.000 prebivalcev. Je največje mesto Porurja (po površini in številu prebivalcev), največjega nemškega urbanega območja z več milijoni prebivalcev, ter največje mesto Vestfalije. Na rekah Emscher in Ruhr (pritoka Rena) leži v metropolitanski regiji Ren-Ruhr in velja za upravno, trgovsko in kulturno središče vzhodnega Porurja. Dortmund je za Hamburgom drugo največje mesto na nizkonemškem narečnem območju.